# Hapworth16
Hapworth16は、株式会社ガクソが運営するギャラリー。文学、コミック、フィギュアなど領域を超えて展開している。
クライアントは大塚英志と白倉由美であり、芦沢啓治が設計した。
クライアント側の要望として、ギャラリーであるが時には本屋であること、また事務所としても使用できること、防犯と見せ方の関係によりガラスのショーケースが欲しい、等であった。
ちなみにHapworth16とは、ジェローム・デーヴィッド・サリンジャーの小説の作品名。

## 過去の作品展
- ルーシー・モノストーン写真展
- かがみあきら展
- 江津匡士作品展